# Hrabia Selborne

## Informacje ogólne
- Dodatkowymi tytułami hrabiów Selborne są:
  - wicehrabia Wolmer
  - baron Selborne
- Najstarszy syn hrabiego Selborne nosi tytuł wicehrabiego Wolmer
- Rodową siedzibą hrabiów Selborne jest Temple Manor, niedaleko Selborne w hrabstwie Hampshire

Hrabiowie Selborne 1. kreacji (parostwo Zjednoczonego Królestwa)
- 1882–1895: Roundell Palmer, 1. hrabia Selborne
- 1895–1942: William Waldegrave Palmer, 2. hrabia Selborne
- 1942–1971: Roundell Cecil Palmer, 3. hrabia Selborne
- 1971 -: John Roundell Palmer, 4. hrabia Selborne

Najstarszy syn 4. hrabiego Selborne: William Lewis Palmer, wicehrabia Wolmer